# 1512
Évszázadok: 15. század – 16. század – 17. század
Évtizedek: 1460-as évek – 1470-es évek – 1480-as évek – 1490-es évek – 1500-as évek – 1510-es évek – 1520-as évek – 1530-as évek – 1540-es évek – 1550-es évek – 1560-as évek
Évek: 1507 – 1508 – 1509 – 1510 –  1511 – 1512 – 1513 – 1514 – 1515 – 1516 – 1517

## Események

### Határozott dátumú események
- április 11. – A ravennai csata: A Gaston de Foix vezette francia sereg legyőzi a spanyolokat, de Gaston elesik a harcban.[1]
- április 25. – I. Szelim szultán lemondásra kényszeríti apját, II. Bajazidet.[2]
- június 16. – Massimiliano Sforza herceg (Ludovico il Moro fia) kiűzi a franciákat Milánóból, és átveszi a hatalmat. (1515-ben a franciák elűzik.)
- szeptember 14. – Giovanni de’ Medici lesz Firenze ura, ezzel vége a köztársaság időszakának. (1513-ban lemond.)
- október 18–19. – Luther Márton teológia doktori eljárása. (A formális disputáció után esküvel fogadta meg, hogy tisztán fog tanítani.)[3]
- november 1. – A Sixtus-kápolna Michelangelo által festett mennyezetfreskóit először láthatja a közönség.
- november 19. – I. Miksa námet-római császár csatlakozik a Szent Ligához.[4]

### Határozatlan dátumú események
- szeptember–október – Az I. Szelim vezette oszmán seregek megszállják a szreberniki bánságot.[5]
- az év folyamán –
  - Juan Ponce de León felfedezi Turks- és Caicos-szigeteket.
  - A török meghódítja Moldvát.
  - A Firenzei Köztársaság megszűnik és a Mediciek visszaszerzik hatalmukat.
  - I. Zsigmond lengyel király házassága Szapolyai Borbálával.
  - A portugálok eljutnak a Fűszer-szigetekre.[6]
  - II. Gyula pápa megszünteti a milkói püspökséget, területét az esztergomi érsekséghez csatolja.[7]

## Az év témái

### 1512 a tudományban
- Kopernikusz megírja fő művét, mely szerint a Nap áll a Naprendszer középpontjában (heliocentrikus világkép).

## Születések
- március 5. – Gerardus Mercator németalföldi térképész, a Mercator-vetület megalkotója († 1594)
- április 10. – Stuart Jakab herceg, a későbbi V. Jakab skót király († 1542)
- Catherine Parr, később VIII. Henrik angol király hatodik felesége († 1548)

## Halálozások
- február 22. – Amerigo Vespucci olasz utazó, felfedező, Amerika névadója (* 1454)
- április 11. – Gaston de Foix-Nemours francia főnemes, hadvezér (* 1489)
- június 10. – II. Bajazid, az Oszmán Birodalom nyolcadik szultánja (* 1448)